# Јовица Антонић
Јовица Антонић (рођен 13. јула 1966. године у Београду) је српски кошаркашки тренер. Тренутно је помоћни тренер у репрезентацији Србије. Радио је како у мушким кошаркашким селекцијама тако и у женским.

## Клубови
Играчку каријеру започео је у Партизану где је дошао са 14 година на наговор Ненада Вучинића. играо је на позицији плејмејкера, прошао је комплетну школу београдских црно–белих а у сезони 1982/83. са свега 16 година одиграо је три утакмице за први тим клуба из Хумске код тренера Борислава Џаковића. Био је и капитен кадетске репрезентације Југославије у генерацији Жарка Паспаља, Јурија Здовца, Иве Накића ... Наступао је и за Јагодину, Полиестер Прибој (као најбољи играч екипу довео до вишег ранга) и Младост из Земуна где је због теже повреде ноге и завршио каријеру 1990. године.
Тренерску каријеру започео је 1991. године у Младости из Земуна, да би касније прешао у београдски Раднички, а тренирао је и Земун. Водио је 1999. године Црвену звезду у Евролиги. Једну годину је био тренер Игокее са којом је освојио првенство Републике Српске и Босне и Херцеговине, као и куп Републике Српске и учествовао у Купу Радивоја Кораћа. Касније је био и тренер Спартака, ОКК Београда, Лавова, Ергонома, Јагодине и Константина. Радио је и као тренер ЖКК Хемофарма са којим је освојио две дупле круне, а пре тога водио је и ЖКК Црвену звезду.

## Репрезентација

### Женске селекције
Био је тренер женске репрезентативне селекције испод 20 година, са којом је је 2007 године освојио сребро на Европском првенству. Наредне 2008. године са истом селекцијом је освојио и бронзу.
Године 2009. био је први тренер сениорске репрезентације Србије.

### Мушка репрезентација
Године 2013. године нови селектор репрезентације Србије, Саша Ђорђевић, именује Јовицу Антонића као део свог стручног штаба.

## Трофеји

### Игокеа
- Првенство Босне и Херцеговине (1) : 2000/01.
- Првенство Републике Српске (1) : 2000/01.
- Куп Републике Српске (1) : 2000/01.

### ЖКК Хемофарм
- Првенство Србије и Црне Горе (1) : 2005/06.
- Првенство Србије (1) : 2006/07.
- Куп Србије и Црне Горе (1) : 2005/06.
- Куп Милан Цига Васојевић (1) : 2006/07.